# Piel ajena
Piel ajena es el nombre del tercer álbum de estudio como solista del cantante y actor mexicano Eduardo Capetillo, Fue publicado por BMG el 13 de junio de 1995.

## Listado de canciones
1. Tu libertad - 4:19
2. Baby, It's Tonight (¿Qué me quedara?) - 3:53
3. Piel ajena - 3:11
4. El centro de mi corazón - 4:50
5. Una vez más - 3:48
6. Querido piano - 3:43
7. Soy el único - 4:32
8. Y lo nuestro se acabó - 4:20
9. Pensando en ti - 4:11
10. Por ella - 4:50
11. Estela - 3:59